# 不倫瑞克 (內布拉斯加州)
不倫瑞克（英語：Brunswick）是位於美國內布拉斯加州安蒂洛普縣的村。

## 人口
根據2020年美國人口普查的數據，不倫瑞克的面積為1.54平方千米，皆為陸地。當地共有人口152人，而人口密度為每平方千米99人。